# Walter Berlini
Walter Berlini (Coriano, 1º febbraio 1955) è un ex calciatore italiano, di ruolo centrocampista.

## Carriera
Debutta in Serie C con il Rimini nel 1973 e nel 1975-1976 raggiunge la promozione in Serie B, disputando con la maglia del Rimini le due stagioni successive tra i cadetti e totalizzando 71 presenze in Serie B.
In seguito passa al Mantova in Serie C1 e poi al Padova con cui vince il campionato di Serie C2 1980-1981. Dopo un anno al Prato, dove vince il campionato di Serie C2 nel 1982-83, si trasferisce al Livorno dove vince un altro campionato di Serie C2 nel 1983-1984.
Termina la carriera da professionista nel 1988 a Rimini.

## Palmarès

### Club

#### Competizioni nazionali
- Serie C: 1

Rimini: 1975-1976
- Coppa Italia Semiprofessionisti: 1

Padova: 1979-1980
- Serie C2: 3

Padova: 1980-1981
Prato: 1982-1983
Livorno: 1983-1984